# Keytesville
Keytesville is een plaats (city) in de Amerikaanse staat Missouri en valt bestuurlijk gezien onder Chariton County.

## Demografie
Bij de volkstelling in 2000 werd het aantal inwoners vastgesteld op 533.
In 2006 is het aantal inwoners door het United States Census Bureau geschat op 511, een daling van 22 (-4,1%).

## Geografie
Volgens het United States Census Bureau beslaat de plaats een oppervlakte van
1,8 km², geheel bestaande uit land. Keytesville ligt op ongeveer 216 m boven zeeniveau.

## Plaatsen in de nabije omgeving
De onderstaande figuur toont nabijgelegen plaatsen in een straal van 24 km rond Keytesville.

## Geboren
- Maxwell Davenport Taylor (1901-1987), generaal en diplomaat